# Armstrong Siddeley Tiger

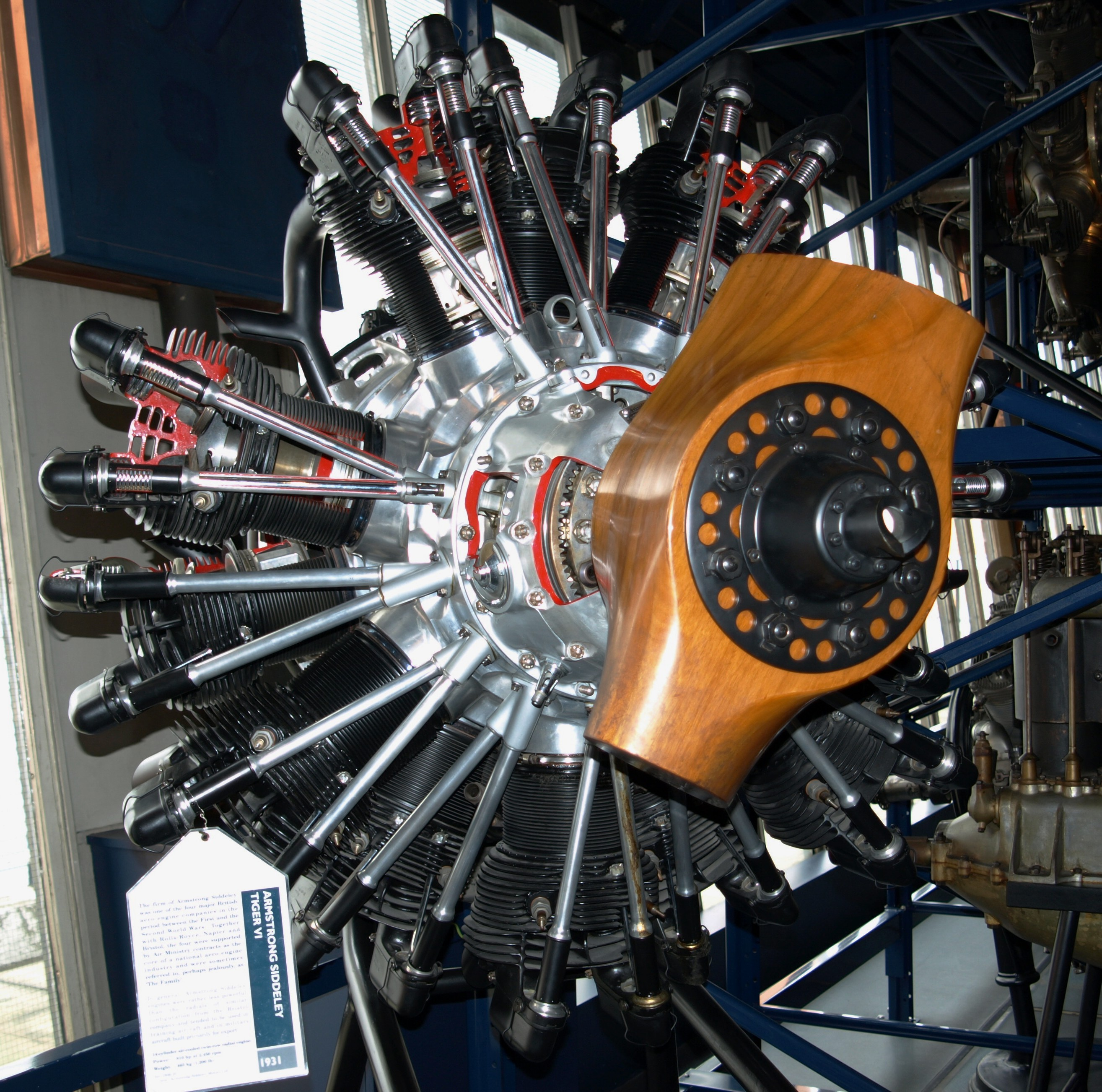
Armstrong Siddeley Tiger im Science Museum in London.

Der Armstrong Siddeley Tiger ist ein Flugmotor, den der britische Hersteller Armstrong Siddeley ab 1932 baute. Der zweireihige 14-Zylinder-Sternmotor hat einen Hubraum von 32.692 cm³. Der Tiger wurde aus dem Modell Jaguar entwickelt. Es gab etliche Varianten, die aber in Leistung und Größe nur unwesentlich vom Basismodell abwichen. Der Tiger VIII war der erste britische Flugmotor mit einem Kompressor, der mit zwei verschiedenen Geschwindigkeiten betrieben werden konnte.

## Flugzeuge mit Armstrong Siddeley Tiger
- Armstrong Whitworth A.W.19
- Armstrong Whitworth AW.23
- Armstrong Whitworth A.W
- Armstrong Whitworth Ensign
- Armstrong Whitworth Whitley
- Blackburn B-6
- Blackburn B-7
- Blackburn Shark
- Blackburn Ripon Mark IV (Prototyp)
- Fairey G4/31
- Handley Page H.P.51
- Short Calcutta

## Ausgestellte Motoren
Ein erhalten gebliebener Armstrong Siddeley Tiger ist im Science Museum in London zu sehen.

## Daten (Tiger VIII)

### Allgemein
- Zweireihiger 14-Zylinder-Sternmotor, luftgekühlt, mit Kompressor
- Bohrung: 139,7 mm
- Hub: 152,4 mm
- Hubraum: 32.692 cm³
- Länge: 1641 mm
- Durchmesser: 1290 mm
- Gewicht: 584 kg

### Komponenten
- Ventiltrieb: Zwei Ventile mit Stößelstangenantrieb pro Zylinder
- Kompressor: zentrifugal, zwei Geschwindigkeiten: Reduktionsgetriebe 5,34:1 oder 7,96:1
- Gemischaufbereitung: Vergaser: Claudel-Hobson
- Brennstoff: Benzin, 87 Oktan
- Kühlung: Luft
- Reduktionsgetriebe: 0,594:1

### Leistung
- Startleistung: 907 bhp (677 kW) bei 2375/min.
- Dauerleistung im ersten Kompressorgang: 850 bhp (634 kW) bei 2450/min in 2180 m Höhe
- Dauerleistung im zweiten Kompressorgang: 771 bhp (575 kW) bei 2450/min in 4950 m Höhe
- Dauerleistung im Sparmodus: 582 bhp (252 kW) bei 2200/min.
- Literleistung: 20,70 kW/l
- Kompression: 6,25:1
- Spezifischer Benzinverbrauch: 294 g/kW x h
- Spezifischer Ölverbrauch: 8–16 g/kW x h
- Leistungsgewicht: 0,644 kg/kW[1]